# Volkmar Leimert
Volkmar Leimert (* 31. Januar 1940 in Berlin) ist ein deutscher Komponist und Musikdramaturg.

## Leben
Volkmar Leimert besuchte bis zu seinem Abitur 1957 die EOS „Johann-Wolfgang-von-Goethe“ in Karl-Marx-Stadt. Privaten Musikunterricht erhielt er bei Gustav William Meyer in Grüna. Danach arbeitete er als Warenausgeber. Er studierte von 1959 bis 1964 Komposition bei Ottmar Gerster, Wilhelm Weismann und Carlernst Ortwein an der Leipziger Musikhochschule. Nach dem Staatsexamen war er von 1964 bis 1967 Aspirant in Leipzig. Im Anschluss wurde er Musikdramaturg an den Städtischen Theatern Karl-Marx-Stadt (ab 1991 Chemnitz). 2005 ging er in den Ruhestand.
Er ist Mitglied im Lions Club Chemnitz und im Sächsischen Musikbund. Außerdem ist er Schriftführer des Ortsverbandes Chemnitz des Richard-Wagner-Verbandes. 2008 wirkte Leimert an der gemeinsamen Projektausstellung Richard Wagner-Episode X des Bundes bildender Künstler Leipzig und Sächsischen Musikbundes im Stadtgeschichtlichen Museum Leipzig mit. Seine Werke werden u. a. beim Verlag Neue Musik in Berlin verlegt.

## Kompositionen (Auswahl)
- Passacaglia für großes Orchester, Pauken und Schlagzeug (1963)
- Sonate für Horn und Klavier (1964)
- Liedmotette „Die Sonne, die ist verblichen“ für 4/5-stimmigen gemischten Chor (1964)
- Streichquartett (1964)
- Drei Madrigale nach Texten von Johannes R. Becher für fünfstimmigen gemischten Chor a cappella (1965)
- Streichquartett II (1973)
- Pentagramm für Orchester (1974)
- Fünf Orchesterlieder nach Texten von Franz Fühmann für Bariton und Orchester (1977)
- Konzert für Violoncello und Orchester (1980) – Auftragswerk des Theaters der Stadt Plauen zu den Robert-Schumann-Tagen des Bezirkes Karl-Marx-Stadt
- Goethe-Lieder für Bariton und Orchester (1982)
- Sextett für Flöte, Klarinette. Violine, Viola, Violoncello und Klavier (1982)
- Concertino für Flöte, Oboe und Streicher (1987)
- Marginalien zu Schumann (1987)

## Schriften
- 70 Jahre Opernhaus Karl-Marx-Stadt In: Musik und Gesellschaft, 29, 1979, S. 613–616.
- 44. Deutsches Mozartfest. 27.5.–4.6.95. Festschrift und Programm, Chemnitz 1995.
- Zur Chemnitzer Tannhäuser-Konzeption. In: Udo Bermbach (Hrsg.): Individuum versus Institution. Zur Urfassung von Richard Wagners „Tannhäuser“ (1845). Leipziger Univ.-Verlag, Leipzig 1996, ISBN 3-931922-25-1, S. 77–81 (= Kulturelle Infrastruktur, Band 7)
- Zum Libretto der Urfassung. In: Udo Bermbach (Hrsg.): Individuum versus Institution. Zur Urfassung von Richard Wagners „Tannhäuser“ (1845). Leipziger Univ.-Verlag, Leipzig 1996, ISBN 3-931922-25-1, S. 83–93 (= Kulturelle Infrastruktur, Band 7)
- 90 Jahre Opernhaus Chemnitz. 1909–1999. Städtisches Theater, Chemnitz 1999.
- 100 Jahre Opernhaus Chemnitz. 18 Blätter zur Geschichte des Opernhauses. Städtisches Theater, Chemnitz 2009.

## Filmografie
- 1982: Der Maler Albert Ebert 1906 – 1976 (Musik und Drehbuch)